# Klaus Pudelko
 (juillet 2017).
Si vous disposez d'ouvrages ou d'articles de référence ou si vous connaissez des sites web de qualité traitant du thème abordé ici, merci de compléter l'article en donnant les références utiles à sa vérifiabilité et en les liant à la section « Notes et références ».
Klaus Pudelko, né le 26 novembre 1948, est un ancien footballeur allemand. Il évoluait comme gardien de but. Il évolue trois saisons en 2. Bundesliga avant de tenter sa chance, non sans réussite, en Belgique.

## Carrière
Klaus Pudelko commença sa carrière au Reydter SV  avant d'être engagé en 1969 par le FK03 Primasens un club qui milite alors en Regionalliga Süd-West une des cinq séries qui composent le 2e niveau hiérarchique du football allemande de 1963 à 1974. En 1970 et en 1971, Pirmasens se classe 2e de sa ligue et participe, mais sans succès au Tour final pour la montée en Bunbesliga.

### 2. Bundesliga
En 1974, le cercle de Rhénanie-Palatinat réalise son moins bon championnat. Il ne termine qu'à la 8e place. Mais, cette saison est une période de réforme pour le football allemand avec la création de la 2. Bundesliga, initialement en deux séries « Nord » et « Sud ». Sur base de l'étude des dossiers de candidatures et de points attribués en fonction des résultats des dernières saisons, Pirmasens est retenu pour entrer en « 2. Bundesliga Süd ».En 1974-1975, le FK03 termine vice champion derrière Karlsruhe et participe au barrage pour la montée parmi l'élite. Il s'incline devant la Bayer 05 Uerdingen. La saison suivante, le club ne termine que 13e et en 1977, il ne se maintient qu'à la suite du refus de licence subi par le SV Röchling Völklingen 06. Relégué en 1978, le FK03 n'est plus jamais remonté à ce niveau hiérarchique.

### Belgique
Après trois saisons en 2. Bundesliga, Klaus Pudelko tente sa chance en Belgique. Il rejoint la périphérie de Genk été le club d'origine ouvrière de Waterschei THOR. Il y reste 9 ans et en devient un des piliers. Dès sa première saison chez les « Thorians » Pudelko remporte le titre de Division 2 qui permet au club de retrouver l'élite quittée en 1962.
Le cercle « Jaune et Noir » assure son maintien et écrit une première grande page de son Histoire avec la victoire de la Coupe de Belgique 1980. Deux ans plus tard, le gardien allemand et le cercle limbourgeois réédite leur succès.
Si le premier passe de Waterschei THOR en Coupe d'Europe lors de la saison '80-81 a été discret, le parcours réalisé en Coupe des Vainqueurs de coupe 83-84 est du genre qui marque les esprits. Les Thorians franchissent aisément les deux premiers tours en disposant des Luxembourgeois de Differdange puis des Danois du B 93 Copenhague. Pour les quarts de finale, le tirage réserve le PSG à Waterschei. Après une défaite (2-0) au Parc des Princes, le sort de ce duel semble scellé. Mais dans son vieux stade André Dumont, THOR renverse la situation et s'impose (3-0 après prolongation). La superbe épopée se termine en demi-finale, contre les Écossais Aberdeen, dirigés par un certain Alex Ferguson. Après une défaite (5-1) THOR remporte le retour pour l'honneur (1-0).
En 1984, Klaus Pudelko est condamné à 1400 Marks d'amende pour avoir participé à l'obtention du titre du standard de Liège lors de la défaite 3:1 de son équipe.
En Division 1, Waterschei THOR est abonné au milieu du classement. La belle aventure de Klaus Pasulko en Belgique se termine malheureusement par une avant-dernière place, synonyme de relégation, au terme du championnat 85-86. Deux ans après le départ de Pasulko, le vieux club fusionne avec son voisin et rival du K. FC Winterslag pour former le K. RC Genk qui garde le matricule de Winterslag mais fait construire un stade flambant neuf sur le site de l'ancien repaire de Waterschei.

### Fin de carrière
le portier moustachu termine en 1988 sa carrière au VfR Übach-Palenberg, un cercle de Rhénanie-Westphalie, proche de la frontière belge et qui milite entre la Mittel et la Verbandliga (niveau 5 et 6).
Pour le plaisir, Klaus Pudelko jouez encore quelques saisons, avec le Genker VV, un cercle de Genk en Belgique qui évolue dans les séries provinciales belges (niveaux 7 et 8 à l'époque).

## Palmarès et faits marquants
- Demi-finaliste de la Coupe des Vainqueurs de coupe en 1982-1983 (avec Waterschei THOR)
- 2x vainqueur de la Coupe de Belgique en 1980 et 1982 (avec Waterschei THOR)
- Champion de Division 2 belge en 1978 (avec Waterschei THOR)
- 3x Vice champion de Division 2 allemande en 1970 et 1971 (Regionalliga Südwest) et 1975 (2. Bundelisga Süd) (avec FK03 Pirmasens)